# Liste der Monuments historiques in Pléguien

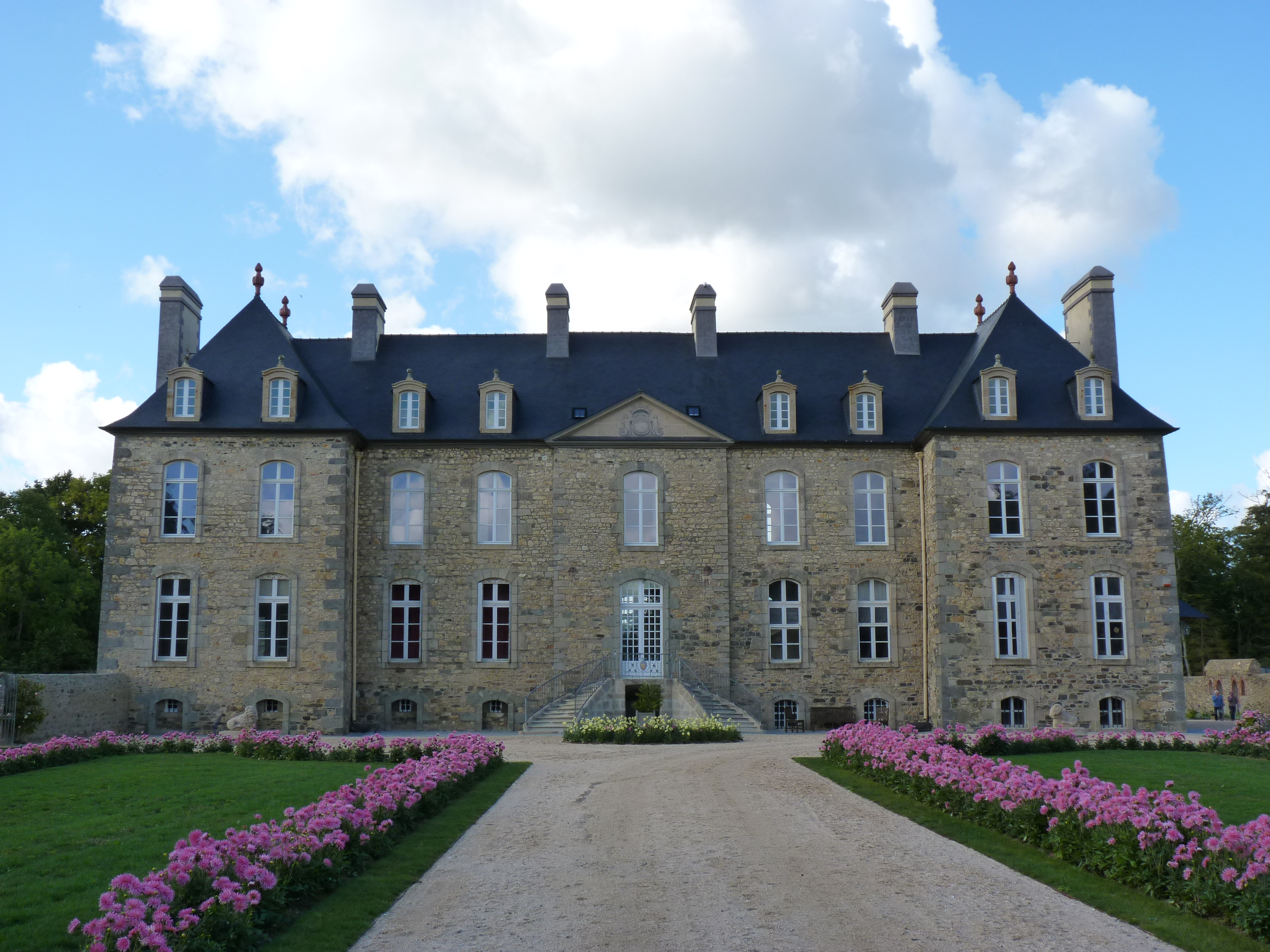
Schloss Bois de la Salle

Die Liste der Monuments historiques in Pléguien führt die Monuments historiques in der französischen Gemeinde Pléguien auf.

## Liste der Bauwerke
| Bezeichnung                             | Beschreibung              | Standort | Kennzeichnung | Schutzstatus | Datum | Bild           |
| --------------------------------------- | ------------------------- | -------- | ------------- | ------------ | ----- | -------------- |
| Schloss Bois de la Salle mit Taubenturm | Erbaut im 18. Jahrhundert | (Lage)   | PA00125339    | Inscrit      | 1993  | weitere Bilder |

## Liste der Objekte

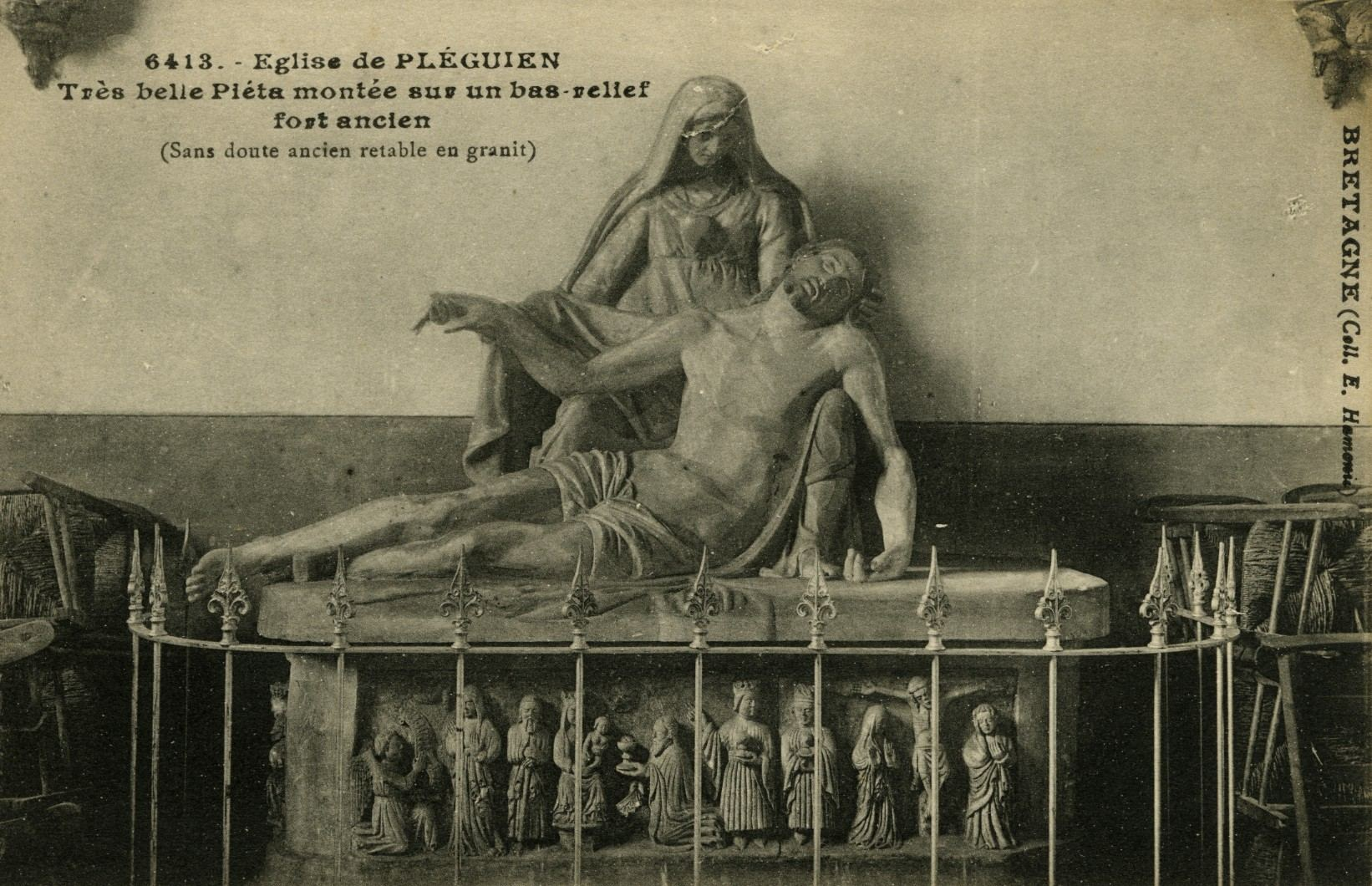
Retabel und Pietà in der Kirche Notre-Dame-de-Soumission (Postkarte, um 1920)

- Monuments historiques (Objekte) in Pléguien in der Base Palissy des französischen Kultusministeriums